# Anastrepha ramosa
Anastrepha ramosa är en tvåvingeart som beskrevs av Stone 1942. Anastrepha ramosa ingår i släktet Anastrepha och familjen borrflugor. Inga underarter finns listade i Catalogue of Life.